# Bharatisiren
Bharatisiren è un genere estinto di Sirenio vissuto agli inizi del Miocene in India.

## Descrizione
Di questo animale è stato ritrovato il cranio (inizialmente attribuito al genere Metaxytherium), il meglio conservato di tutti i Sirenii fossili provenienti dalla regione dell'Oceano Indiano ritrovati finora. È anche il più antico fossile asiatico chiaramente riconducibile alla famiglia Dugongidae dimostrando come, dopo la sua comparsa nelle acque oligoceniche della regione dei Caraibi, la famiglia si sia subito radiata in tutte le acque tropicali. Bharatisiren è molto affine all'ancestrale genere Crenatosiren, ma non sembra presentare caratteristiche che lo pongano sulla linea evolutiva che ha portato al moderno Dugong.

## Tassonomia
La specie tipo, Bharatisiren kachchhebsis, fu originariamente considerata una specie di Metaxytherium, e in quanto tale designata M. kachchhebsis, da Bajpai et al. (1987), sulla base di reperti della formazione Khari Nadi dell'India, risalenti al periodo Aquitaniano. Dieci anni più tardi, tuttavia, Bajpai e Domning ritennero M. kachchhensis sufficientemente distinto dal genere Metaxytherium da attribuirlo a un nuovo genere specifico, Bharatisiren.